# Michelle Mylett
Michelle Mylett, född 4 januari 1990 i Vancouver, är en kanadensisk skådespelare.
Mylett har bland annat medverkat i TV-serien Letterkenny. Hon har även medverkat i filmerna The Complex: Lockdown och American Dreamer.

## Filmografi (i urval)
- 2016–2023 – Letterkenny (TV-serie)
- 2020 – The Complex: Lockdown
- 2022 – American Dreamer